# Conseil supérieur de la Corse
Le Conseil supérieur de la Corse est aussi appelé Conseil souverain de Bastia. Il constituait la juridiction de dernier ressort pour la Corse entre 1769 et 1790.

## Historique
Par le traité de Versailles signé le 15 mai 1768, la Corse reste juridiquement possession de la république de Gênes mais est occupée et administrée par le roi de France.
Après l'occupation de la Corse par le roi de France, celui-ci a organisé l'administration de la justice par l'édit de juin 1768. Il a institué le Conseil supérieur de la Corse sur le modèle de celles créées par Louis XIV dans les provinces conquises pour servir de parlements.
Un édit de 1769 a créé neuf juridictions royales, à Corte, Bastia, Ajaccio, Rogliano, Oletta, Vico, Sartène, Campoloro et Calvi. Ces juridictions formaient le premier niveau de la justice civile et criminelle. Les juges, patriciens corses ou continentaux, y sont nommés par le roi. Un procureur est attaché à cette cour. Les édits de 1770 et 1772 créent deux juridictions supplémentaires, à Bonifacio et à La Porta d'Ampugnani.
L'édit de 1771 a conservé pour les procès d'importance minime des magistrats municipaux, les podestats et les podestats majors, élus par les habitants et désignés par le représentant du roi. En appel, leurs décisions sont portées devant les juges royaux.
Les tribunaux corses ont appliqué à la fois les édits et ordonnances du roi de France, les anciens usages locaux et le Statut Génois de 1694. 
Les jurisconsultes ont rédigé un Code corse sous le contrôle du Conseil supérieur, entre 1778 et 1790. Il était composé de 16 volumes.
Le Conseil supérieur est un tribunal supérieur jugeant les appels interjetés des sentences des juges particuliers. Sa première séance a lieu le 24 décembre 1768. Le Conseil supérieur a un Premier président et un Second président, tous les deux continentaux, dix conseillers, dont quatre corses, un procureur général, un avocat général, un substitut, un greffier, de deux huissiers et deux secrétaires interprètes.
La langue française était obligatoire dans les arrêts mais l'usage de l'italien était toléré dans les actes de procédure.
L'Assemblée constituante prend le décret du 30 novembre 1789, déclarant officiellement que la Corse fait partie intégrante de la France. La république de Gênes proteste mais n'insiste pas. Par décision du 24 mars 1790, l'Assemblée constituante construit une nouvelle organisation judiciaire et abolit les anciens parlements. Le Conseil supérieur de la Corse a subi le sort des autres parlements du royaume.
Le 2 août 1790, un arrêt du Conseil supérieur ordonne la transcription sur les registres du Conseil et l'envoi dans tous les tribunaux de Corse des Lettres patentes prises après un décret de l'Assemblée constituante supprimant la noblesse héréditaire et l'usage des titres de prince, duc, comte, marquis ou quelque autre titre semblable. Les nobles de Sartène protestent auprès du Conseil supérieur le 10 septembre. Le 17 septembre, le Conseil supérieur siégeant en Grand Chambre a décidé d'envoyer une copie des documents au roi.
Sa dernière séance a lieu le 30 septembre 1790.  

## Membres du Conseil supérieur de la Corse
- Premiers présidents successifs : 
  - Chardon, le 8 juillet 1768,
  - Pierre-Philippe Peyronel du Tressan[1], le 28 avril 1771,
  - Alexandre-Charles-Louis Dangé[2], le 13 octobre 1773,
  - Jean-Baptiste-Séraphin Gautier[3], le 8 juillet 1783.
- Seconds présidents successifs :
  - Alexandre-Charles-Louis Dangé, le 26 février 1772,
  - Jean-Joseph Baude, le 30 janvier 1774,
  - Ignace-François Morelli, le 17 août 1789.
- Conseillers : Manscourt, Chambelan, Baude, de Messine, Roussel, Deslavier, Pietrasanta, Stefanini, Poggi, Morelli, Massesi, Pichon, Boccheciampe, Baudain, Belgodère, Joubert, Charlier, Roussel, Baffier, de la Fizelière, Saint Paul, Rossi, Boerio, de Castelli, de Casabianca, Farinole, Leclerc, et Chavanne.
- Procureurs généraux successifs : Guyot, Angélique-Charles Bellanger, et Nicolas Coster.
- Avocats généraux successifs : de la Canorgue, Nicolas Coster, François Baffier et Jean-Baptiste Cattaneo.